# Абдулла, Асия
Асия Абдулла (сорани ئاسیا عەبدوڵڵا; род. 1971) — сирийская курдская политическая деятельца социалистического толка, работающая над установлением демократической автономии в Рожаве на северо-востоке Сирии. Асия Абдулла является нынешним сопредседателем Партии Демократического союза (PYD), бывшим сопредседателем коалиции Движение за демократическое общество (TEV-DEM) и членом высшего административного органа Союза общин Сирийского Курдистана. Она выступала на многочисленных конференциях, обращаясь к активистам, ученым и мировым лидерам с целью заручиться поддержкой для курдского политического проекта в Рожаве.

## Политическая карьера
Абдулла состояла в Рабочей партии Курдистана (РПК) около 25 лет. Будучи членом РПК, она действовала в районах Кандиль и Гара в Ираке, а затем в Сирии.

### Партия Демократического Союза (PYD)
В 2003 году Абдулла стал одним из основателей партии Демократический союз (PYD), целью которой было построение демократии на низовом уровне посредством народных и женских советов. Она была избрана сопредседательницей PYD в июне 2012 года и возглавляла партию вместе с Салихом Муслимом до сентября 2017 года.
Будучи сопредседателем PYD, Абдулла представляла Рожаву в контексте гражданской войны в Сирии. В интервью она заявляла, что «никакое решение не будет найдено путем насилия», но что «образование кантонов и построение демократической автономии является примером для народов страны».
В ноябре 2016 года Абдулла выступила с программной речью на Новом мировом саммите в Осло, описав революционный «эксперимент в Рожаве». Абдулла также представляла PYD на встрече с президентом Франции Франсуа Олландом в Париже в феврале 2015 года.

### Коалиция TEV-DEM
После ухода с поста сопредседателя PYD Абдулла была избрана сопредседателем коалиции Движение за демократическое общество (TEV-DEM). На этом посту Абдулла продолжила свою активную деятельность, выступая за активное участие женщин в движении. На третьем съезде TEV-DEM она подчеркнула роль женщин, заявив: «Целью TEV-DEM было организовать людей и построить морально-политическое общество на основе справедливости, равенства и избавления от патриархата».
В начале 2018 года Абдулла неоднократно призывала поддержать сопротивление отрядов YPG и YPJ в Африне, который подвергся турецкому нападению: «Теперь единственный способ противостоять вторжению — это сопротивление». Она резко раскритиковала отсутствие международной поддержки, заявив: «Правда в том, что им все равно, что курдский народ сталкивается с разрушениями и резней. Курды переживают геноцид, и весь мир наблюдает за этим. Необходимо оказать давление на турецкое государство, чтобы остановить их атаки».
В марте 2018 года Абдулла встретилась с президентом Франции Эмманюэлем Макроном в составе делегации лидеров Северной Сирии. Она также участвует в мероприятиях Социалистического интернационала, включая конгресс 2022 года и конференцию 2024 года в Испании.
Асия Абдулла руководила TEV-DEM вместе с Алдаром Хелилом до августа 2018 года, когда их сменили Зелал Сегер и Гариб Хессо.
Асия была переизбрана сопредседателем PYD вместе с Салихом Муслимом Мухаммадом 20 июня 2022 года на 9-м съезде партии.
Абдулла также является старшим постоянным членом Союза общин Сирийского Курдистана (KCK), работая в его высшем административном органе. Она отвечает за сирийские кантоны (затем преобразованные в регионы) Африн, Джизре (Джазира) и Кобани.

## Демократическая автономия в Рожаве
Будучи курдским лидером, Абдулла неустанно трудился над продвижением и достижением демократической автономии в Рожаве. Этот проект опирается на роль женщин, экологическую ответственность и ненасильственную общественную альтернативу. В Рожаве реализуется идеология демократического конфедерализма, основанная на идеях Мюррея Букчина и Абдуллы Оджалана. В трёх кантонах Рожавы были созданы сотни местных коммун.

### Женщины
Асия Абдулла отмечает, что роль женщин в Рожаве имеет жизненно важное значение: «Как общество может быть свободным, если его женщины несвободны?». Нынешнее положение женщин в Рожаве основано на десятилетиях борьбы с угнетением. Курдская активистка Сакине Джансыз, сыгравшая важную роль в развитии курдского женского движения, пишет о 1970-х годах:
«Женская работа была нелегкой. Некоторые женщины хотели бороться со своим угнетением, обучаться и преобразовываться, но другие действовали контрпродуктивно. На самом деле, этого следовало ожидать, так как в Курдистане прежде не было прецедентов женского движения. Во многих местах мира женщины уже организовывались, чтобы требовать своих прав, но в Курдистане равенство и освобождение женщин были чуждыми концепциями».
В итоге в Рожаве используется принцип двойного руководства, при котором каждой организацией совместно руководят мужчина и женщина, а женщины должны составлять не менее 40 процентов всех смешанных гендерных учреждений. По словам Абдуллы, «Даже самые маленькие институты общества поддерживают развитие сильной женской солидарности. В женских советах, кооперативах, академиях и центрах женщины участвуют в качестве субъектов во всех аспектах процесса построения свободной жизни».

### Экология
Абдулла описывает важность экологической ответственности в модели демократической автономии Рожавы: «Кантоны также приняли модель коммунальной экономики, в которой социальное использование является центральным, в отличие от капиталистической модели, которая максимизирует прибыль и опустошает природу. Благодаря коммунальной организации граждане развивают сознание и восприимчивость; они усваивают уважение к природе и чувство этической ответственности».